# 劇場版 仮面ライダー龍騎 EPISODE FINAL
『劇場版 仮面ライダー龍騎 EPISODE FINAL』（げきじょうばん かめんライダーりゅうき エピソードファイナル）は、2002年8月17日より東映系で公開された日本の映画作品。特撮テレビドラマシリーズ「平成仮面ライダーシリーズ」の『仮面ライダー龍騎』の劇場版作品。
キャッチコピーは「想像を超える壮大な戦闘〈バトル〉。」、「龍騎、衝撃の結末。最終回、先行映画化。」。同時上映は『忍風戦隊ハリケンジャー シュシュッと THE MOVIE』。

## 概要
平成仮面ライダーシリーズの劇場版としては通算2作目。当初、仮面ライダーの劇場版は30周年記念の前作『仮面ライダーアギト』のみの予定であったが、興行収入で大ヒットを収めたことを受け、本作品以降も仮面ライダーシリーズの映画化が恒例となった。また前作の好評を反映し、公開日も前作の9月から夏休み中の8月へと変更された。本作品の撮影に際し、特撮作品としては初めてパナソニック製の業務用HDビデオカメラ「VARICAM」が使用された。
テレビシリーズの外伝的ストーリーが描かれた前作『アギト』の劇場版に対し、本作品ではイベント的な側面を強化し、前出のキャッチコピーにもあるようにテレビシリーズに先駆けて最終回を先行公開することをアピール、物語が終焉を迎える最後の3日間を描いた。また公開前のみならず、公開終了後も情報の露出が徹底的に制限され、終盤の展開やリュウガの正体は実際に本作品を観ないと分からないようにされていた。そのためこれらの情報の正式公開は、テレビシリーズの放送終了まで待つこととなった。前作と同様にマスコミ用に配布された台本も、後半の部分が削除されたものであった。
もっとも結果的には、本作品はテレビシリーズの第48話〜第50話（最終話）に相当する時間軸の物語として、テレビシリーズとは結末の異なる「もう1つの最終回」という位置付けとなった。本作品の内容は当初テレビシリーズの結末として考えられていたものであり、当初の構想を先行して公開してしまうことで、その後のテレビシリーズは“ライブ感”を重視して制作されていった。テレビシリーズ終了時、プロデューサーの白倉伸一郎は雑誌インタビューにて脚本家の違いから、脚本家井上敏樹による劇場版の結末を「井上最終回」、脚本家小林靖子によるテレビシリーズ最終話の結末を「小林最終回」と呼称し、白倉は小林靖子に対し「劇場版は読まなくていいです」と指示したという。またテレビシリーズ最終話の監督も、本作品を手がけた田﨑竜太ではなく石田秀範が担当している。もっとも、生き残ったライダーたちを神崎が招集する導入や、現実世界へのミラーモンスターの大量出現など、テレビシリーズ終盤のストーリー展開にも、一部本作品のそれに準じた部分が見られる。
劇場版『アギト』より、「テレビシリーズに先行しての新キャラクターや新フォームの登場」という要素が本作品でも踏襲されており、仮面ライダー龍騎の最強フォームである龍騎サバイブや、敵怪人のシアゴースト、レイドラグーンがこれに該当する。また同様に「過去のシリーズ作品出演者の友情出演」も踏襲され、本作品では当時既にメジャー俳優として活躍し始めていた賀集利樹や要潤など、『アギト』のレギュラー陣が友情出演している。
オープニング興行成績は、2002年度の東映配給作品としては上位の成績を収め、これを受けて公開期間も延長された。

## あらすじ
2002年冬、自らの願いを叶えるために戦っていた13人の仮面ライダーたちは、城戸真司／仮面ライダー龍騎、秋山蓮／仮面ライダーナイト、北岡秀一／仮面ライダーゾルダ、浅倉威／仮面ライダー王蛇、霧島美穂／仮面ライダーファム、そして現れていないライダーの6人となっていた。
ある日、ライダーの戦いを仕掛けた男である神崎士郎は生き残ったライダーたちに「ライダーの戦いをあと3日のうちに決着をつけなければ、願いを叶えることは出来ない」と告げる。戦いを止めようとする真司の声も虚しく、ライダーたちは勝者を巡って戦いを繰り広げる。そんな中、龍騎と瓜二つの姿をした仮面ライダーリュウガが最後の参戦者として暗躍し始める。リュウガの出現により、ライダーたちは、次々と倒されてしまう。激戦の末、ファムは実の姉を殺した王蛇を倒し、戦いが空しくなったゾルダは脱落する。姉の仇を討った美穂は、真司との交流を深めていくが、もう一人の真司が変身したリュウガによって倒されてしまう。
仮面ライダー同士の戦いは、ここに決着を迎えようとしていた。

## 本作品オリジナルの登場人物
下記の両名ともテレビスペシャルにも変身後の姿のみ登場し、他のライダーと共に真司や蓮と対峙している。
霧島 美穂（）／仮面ライダーファム
結婚詐欺師。18歳。
浅倉に姉を殺されており、遺体保存会社の地下貯蔵室の冷凍カプセルで眠る彼女の冷凍保存の維持にかかる莫大な費用を稼ぐべく、結婚詐欺を働いている。姉の殺害事件の裁判を含めて浅倉の一連の弁護に関わり、浅倉を死刑にしなかった北岡にも恨みを抱き、敵とみなしている。北岡は美穂に対して罪の意識を感じていたが、それを受け入れられずに北岡を拒絶している。
浅倉への復讐と姉を蘇生させるためにライダーバトルに参戦。王蛇を倒すだけではなく、どんな汚い手を使ってでも勝たなければならないと考えており、当初は真司の隙をついて、龍騎のカードデッキを奪おうともした。王蛇に追い詰められるが、戦いに乱入してきたリュウガの攻撃で弱体化した王蛇のカードデッキを破壊する形で止めを刺し、姉の仇を討つ。戦いの中でライダーバトルを止めようと奔走する真司に出会い、最初は引っかかりやすいと馬鹿にしていたが、次第に好意を抱き始める。真司にほのかな想いを寄せつつ、ライダーの戦いを止めようとも考え始めるが、リュウガとの戦闘で致命傷を負い、気丈に振舞って真司と別れた直後に路上に倒れ込み、姉と真司への思いを胸に秘めながら息絶える。

城戸 真司（ミラーワールド）／仮面ライダーリュウガ
ミラーワールドが生んだ鏡像の真司。
真司と瓜二つの容姿だが、鏡像であるため、衣服のロゴマークの文字などが左右反転している。性格も真司とは正反対で、寡黙かつ狡猾で好戦的。変身後も龍騎の鏡像といえる存在で「ミラーワールドからのライダー」を自称する。
戦闘能力も極めて高く、リュウガ変身時には最強を誇るジェノサイダーを葬り、王蛇やファムを軽々と一蹴し、龍騎やナイトを圧倒するなど正に鬼神の如き強さを見せ付けた。ミラーワールドの住人であるために他のライダーとは逆にミラーワールドでは無制限に活動可能で、現実世界では長時間いられないことから、実体を手に入れるために龍騎＝真司との合体融合を謀る。
王蛇とファムの戦いに突如乱入して王蛇を弱体化させ、ファムに彼を倒させる切っ掛けを作り、そのファムも後に自らの手で倒す。自らが戦いの元凶であったと気付き罪悪感に打ちひしがれた真司を優衣のためにと騙して彼と合体融合するが、ナイトと激闘を繰り広げている最中に強制分離され、龍騎との激闘の末にドラゴンライダーキックの撃ち合いで敗北し、ドラグブラッカーと共に爆発して消滅する。
また真司との融合で鏡の中の幻ではない最強のライダーとして存在することに歓喜するなど、神崎士郎の思惑とは別に自身の願いと明確な自我を持つ。
- その出自は公式には不明だが、演じる須賀貴匡は、設定が曖昧だったため、神崎士郎が送り込んだリーサルウェポン（真司の姿をしたミラーモンスター）という解釈で演じていたとしている。

『仮面ライダージオウ』
EP21・22のゲストとして登場。失われた鏡の世界のライダーとして登場。同作品での紹介の際には、本作品からも一部の映像が引用されている。
同作品では、既にミラーワールドは消滅したものとして扱われているが、数千回に一回鏡が割れる瞬間にミラーワールドとつながることを、門矢士より聞いていたタイムジャッカーのウールにより発見され契約し、アナザーリュウガに変身する。

## 本作品オリジナルの仮面ライダー

### 仮面ライダー王蛇 ブランク体
リュウガのドラゴンライダーキックによってジェノサイダーを破られて変化した、王蛇の素体形態。大幅に戦闘能力が下がっている。ファムに立ち向かおうとしたが、パワーダウンの影響でよろめき、ブランバイザーの一突きによってカードデッキを破壊されて浅倉の姿に戻り、ミラーワールド内で消滅した。
- 撮影時は通常の着ぐるみの色を編集で変更するという手法を取っていたため、劇場公開の時点ではベルトに紋章が残ったままであり、後に映像ソフト化の際に修正された。[要出典]

### 仮面ライダーファム
霧島美穂が変身する仮面ライダー。
身体各部の名称はEシグナル（額）、ホワイトアイ（目）、ブランナックル（腕）、メタルホワイト（脚）、メタルアーマー（腕部と脚部）、シルバーブレスト（胸部）の他、翼の役目を果たすマントファムウイングを持つ。
姿を舞い散る羽根で隠したり、相手を怯ませながら、身軽で華麗に舞うような連続技を得意とする。
- 本作品に登場する仮面ライダーで唯一の女性戦士であると同時に、仮面ライダーシリーズとしては初の女性ライダーでもある[出典 1]。
- 当初は白いコウモリをモチーフとしたナイトの女性版として考えられており、ソリッドフェイスシールドの形状やマントなどはその名残である[4]。当初は男性のスタイルで、変身を解いたら女性になるというアイデアもあった[20]。
- アップ用のブーツは踵がヒール状になっているが、そのままでは激しい動きができないため、アクション用のブーツにはヒールがない。このため、担当スーツアクター（アクトレス）もアクションシーンとそれ以外で異なっている[21]。
- 名前の由来は、フランス語で女を意味する「Femme」から[22]。

契約モンスター

ブランウイング
白鳥型モンスター。4,000 AP。地上に出現した水面から、水しぶきとともに飛び出してくる。飛行能力のないファムを空中まで運ぶなど、彼女の空中戦をサポートしている。反重力波を羽根から発生させて自在に空を飛行し、羽根上部部分のブランカッターと足の3本の爪を武器とし、巨大な羽根から強風を巻き起こす。ファイナルベント発動時にのみ、全長の数倍もの大きさに巨大化する。
- 名前の由来は、フランス語で白を意味する「blanc」と、翼を意味する「wing」から。デザインは時間がなかったため、盾パーツや翼の両刃ナギナタ以外はほぼ白鳥となっている。

召喚機
ブランバイザー
左腰のホルスターに提げているレイピア型のカードリーダー。普段は短剣の状態で左腰に装着されているが、抜き放つことで長剣形態となる。機構はナイトのダークバイザーと同様。

所有カード・武器・技
ソードベント
ウイングスラッシャー
ブランウイングの翼ブランカッターを模したナギナタ型の武器で、回転させながら両端の鋭い刃で敵を斬る。2,000 AP。
ガードベント
ウイングシールド
ブランウイングのボディから羽根でもあるブランボディーを模した盾。2,000 GP。上部を巨大カッターとしても使用が可能。出現と同時に周囲に白い羽根を四散し、敵を目眩ましして、とまどう敵の隙をついて攻撃する。
劇中ではベノスネーカーの毒液で溶解されてしまう。

ファイナルベント
ミスティースラッシュ
ブランウイングが羽根で強風を巻き起こし、吹き飛ばされて宙に舞った何体ものの敵を、風下で待ち受けて片っ端からウイングスラッシャーを振り回して斬り倒す。5,000 AP。

他作品の登場
『仮面ライダーディケイド』
作中に登場する「龍騎の世界」「BLACKの世界」に登場。
前者ではATASHI JOURNAL内にあるポスター、発行された雑誌の表紙と記事の中、仮面ライダー裁判制度に参加したライダーを映す裁判所のモニターにのみ登場。後に敗北しており、裁判所のモニターからも消えていた。ファムが裁判制度に参加したのは第12回目の裁判で、このことが話題となって取材されている。
後者では仮面ライダーディエンドのカメンライドによって召喚され、ディエンドいわく「女の扱いが苦手」な仮面ライダーBLACKに襲いかかる。
映画『オーズ・電王・オールライダー レッツゴー仮面ライダー』
仮面ライダーバースに連れて来られたライダーたちの1人として登場。

### 仮面ライダーリュウガ
城戸真司（ミラーワールド）が変身する仮面ライダー。
身体各部の名称はRシグナル（額）、ブラックチェスト（胸部）、ドラグナックル（腕部）、レッグブラック（脚部）、メタルアーマー（腕部と脚部）。龍騎と瓜二つの姿だが、デッキの紋章やボディーカラー、それに発する攻撃まで、すべて基本カラーである黒で統一されている。カラーリングのみならず、つり上がった複眼のレッドアイやそれを包むソリッドフェイスシールド、邪悪なリュウガのエンブレムである紋章のドラグクラウンの形状など、細部の意匠にも龍騎との相違点が複数見受けられる。
オーディンを除いた12人のライダーの中で唯一、ミラーワールドの住人であるため鏡面を使用せずにミラーワールド内で変身し、変身ポーズもとらない。
龍騎を上回る力を有し、王蛇ですら寄せ付けない戦闘能力を誇る。後に体内に真司を取り込むことで最強のライダーとなる。
- デザインコンセプトは黒い龍騎[20]。白倉の提案で黒いフェイスガードとなっている[20]。複眼のデザインは仮面ライダースーパー1を意識したデザインとなっている[20][32]。名前は龍騎の初期ネーミングであった「龍牙」に由来したものである[22]。

契約モンスター

ドラグブラッカー
黒龍型モンスター。6,000 AP。体色の違いを除き、ドラグレッダーとほぼ同一の姿をしているが、いずれもその能力値はドラグレッダーを上回っている。口から放つ6,000度の黒い高熱火炎ドラグブレスには、敵を石化させる効果がある。
龍騎とリュウガの決戦では、ドラゴンライダーキックの激突で発生した爆風にリュウガとともに巻き込まれて消滅した。
アドベントに使用する契約のカードは、ドラグレッダーのカードの絵柄を反転させたものではなく、独自の絵柄で描かれている。

召喚機
ブラックドラグバイザー
龍騎のドラグバイザーの色違いだが、カード読み上げの音声は少し低く、くぐもった声になっている。
『仮面ライダーディケイド』では音声が通常のものとなっている。
『仮面ライダージオウ スピンオフ RIDER TIME 龍騎』ではリュウガが所持する全カードの音声を読み上げている。

所有カード・武器・技
ソードベント
ドラグセイバー
ドラグブラッカーのドラグテイルを模した形状の剣。3,000 AP。龍騎のものの1.5倍のAPを発揮する。本作品ではナイト戦、テレビスペシャルではディスパイダー戦で使用した。
『RIDER TIME 龍騎』ではブラックドラグバイザーで召喚される描写がある他、生身の真司が使用する。
ガードベント
ドラグシールド
ドラグブラッカーの腹部を模した盾。3,000 GP。
公式にアドベントカードが存在するが、作中では使用されていない。全ライダーでも屈指の攻撃能力であり、手段を選ばない残虐さと悪賢さを併せ持つリュウガには、より激しい攻撃で屈服させる戦法が、相手の攻撃を避けるより性に合っていたと思われるため、不要であったと思われる。
『RIDER TIME 龍騎』では仮面ライダーナイトとの交戦時に初使用。
ストライクベント
ドラグクロー
ドラグブラッカーの頭部を模した手甲。リュウガの右腕に装着される。3,000 AP。
ドラグクローファイヤー
ドラグクローを装備したリュウガの構えに合わせ、ドラグブラッカーが敵にドラグブレスを吐き出す。ファム戦で使用したが命中寸前で龍騎がファムを庇ってかわされてしまった。
『RIDER TIME 龍騎』ではブラックドラグバイザーで召喚される描写がある。
昇龍突破

ドラグジャウ

ファイナルベント
ドラゴンライダーキック
自らの体を空中に浮かせ、ドラグブラッカーが放つドラグブレスに乗って跳び蹴りを叩き込み、超衝撃と超高温の熱波によってあらゆるものを粉砕する。7,000 AP。
ジェノサイダー戦ではドラグブラッカーのドラグブレスでジェノサイダーの下半身を硬質化して動きを封じた。王蛇戦ではファムに自身を真司と思わせるために龍騎と同様に右足で使用したが、本性を表した後の龍騎戦では逆に左足で使用した。

他作品の登場
『仮面ライダーディケイド』
- 演：岩間天嗣（第20・21話）

第1話・第11話・第20話・第21話に登場。
「ファイズの世界」でディケイドに敵視する謎の男性鳴滝に「最高のライダー」として呼び出され、ディケイドに変身できない門矢士に容赦なく襲い掛かる。乱入した仮面ライダーディエンドと、彼が呼び出した仮面ライダーキバとの乱闘になり、最後はディエンドファングを受けてドラグブラッカーとともに爆死する。
「ネガの世界」ではダークライダーの1人として登場し、光夏海の友人である佐藤 博彦（）を殺害して彼に擬態。他のダークライダーとともにディケイドに襲い掛かるが、最後はディケイドが新たに変身したコンプリートフォーム・カメンライドで呼び出された龍騎サバイブのバーニングセイバーを受けてドラグブラッカーとともに爆死する。
鳴滝に呼び出された際は、ブラックドラグバイザーの音声が他のライダーと同様に通常の音声になっており、ドラゴンライダーキックは「ネガの世界」に登場した個体も含めていずれも右足で放っている。
また、夏海が夢で見た「ライダー大戦」にはドラグブラッカーのみが登場し、ドラグレッダーとともにディケイドに立ち向かったが、ディケイドの攻撃によってともに倒されている。
映画『仮面ライダー×仮面ライダー×仮面ライダー THE MOVIE 超・電王トリロジー EPISODE YELLOW お宝DEエンド・パイレーツ』
仮面ライダーディエンド コンプリートフォームに召喚される形で登場。仮面ライダーG電王に向かって右足でのドラゴンライダーキックを放つ。
映画『オーズ・電王・オールライダー レッツゴー仮面ライダー』
仮面ライダーバースに連れて来られたライダーたちの1人として登場。
『仮面ライダージオウ』
アナザーリュウガ紹介時に本作品の映像が使用されている。終盤ではドラグブラッカーが登場し、最終話で仮面ライダーオーマジオウのパンチで倒された。
ジオラマ小説『S.I.C. HERO SAGA』
『MASKED RIDER RYUKI EDITION -アドベントカレンダー-』
真司が双子の兄である城戸 真一（）を元に作り出してしまった別の人格によって、龍騎から変身した形態として登場。同作品のジオラマの作例では、本作品では未使用のドラグシールドが両肩に装備されている。
『MASKED RIDER RYUKI EDITION -IFの世界-』
真司を取り込もうとするのは本作品と同様であるが、同作品ではさらには彼が所持していたSURVIVE 烈火によって強化形態のリュウガサバイブに変身している。

## 本作品オリジナルのミラーモンスター
以下のミラーモンスターのうち、シアゴーストとレイドラグーンはいずれもテレビシリーズ終盤にも登場。本作品と同様にミラーワールドの崩壊が迫るにつれて大繁殖を開始した。

シアゴースト
ヤゴ型モンスター。高い環境適応能力と多段階に変態する特性を兼ね備え、緩慢な動きで独特の不気味な鳴き声を発しながら常に集団で行動する習性を示す。
捕食の際には口から飛ばした種子を人体に植えつけ、体内で触手状に発芽成長させる。また、強い粘着性の糸を口から吐く。身体のラインが赤い個体と青い個体が存在するが能力的に差異はない。ファムのブランバイザーが口に刺さった際は、精密機械のような口内が確認できる。
- ハイドラグーンの合体の元である群体としてヤゴがモチーフとなった。イメージは「仮面ライダーの亡霊」で、顔の透明パーツに昭和ライダーのような複眼のふくらみを盛り込んでいる。

『劇場版 仮面ライダーディケイド オールライダー対大ショッカー』
大ショッカーの怪人として登場。
『仮面ライダーウィザード』
テレビシリーズ第52話「仮面ライダーの指輪」より、魔宝石の世界の怪人として登場。
同作品に登場した個体は魔宝石の世界の人間が怪人化したもので、脱皮してレイドラグーンやハイドラグーンに成長する点こそ共通しながらも、口や腕から光弾を発射するなど原典にはない攻撃手段も身に着けている。
映像上では先行登場した、仮面ライダー鎧武が初めて戦った怪人としても描かれている。

レイドラグーン
シアゴーストが殻を脱ぎ捨てて誕生した成長形態のトンボ型モンスター。後頭部にトンボの胴と尾が付いており、新たに頭部に生えた光の羽による飛行能力が追加され、シアゴーストと同じく集団で行動する。両手足に生えた鋭い鉤爪が武器。人を掴んで高空に飛び上がって捕食する。
- 群体のヤゴからもう一段階踏まえるため、人間大のトンボとして追加された。

『仮面ライダーディケイド』
テレビシリーズ第20・21話より、ネガの世界の怪人として登場。人間に擬態する能力が加えられている。
『劇場版 仮面ライダーディケイド オールライダー対大ショッカー』
大ショッカーの怪人として登場。槍を武器とする個体も存在する。

ハイドラグーン
トンボ型モンスター。レイドラグーンが脱皮して進化変態した最終進化形態で、人型の範疇に収まっていたそれまでの形態とは異なり、モチーフであるトンボにより近いフォルムとなっている。爪と牙が武器で、左右羽の下に一門ずつ、ミサイルのように分離して飛ぶことや先の鉤爪で捕まえて自分の元へ引き戻すことができる腕が新たに装備されている。
現実世界の環境に適応しており、物語終盤におけるミラーワールドの崩壊に伴い、レイドラグーンと共に現実世界への大移動を開始する。
- 群体で登場して、巨大なCGモンスターに合体融合するというオーダーだったため、異質な龍になって龍VS龍を見せるため、ドラゴンフライであるトンボがモチーフに選ばれた。メリハリをつけることを意識するため、動かない羽は大仰に、動く腕と尾はより動かしやすくしている。CGのため、前腕は物理的に繋がっていない。

『仮面ライダーディケイド』
テレビシリーズ第1話「ライダー大戦」にて、夏海の世界に侵攻する。
『仮面ライダーウィザード』
テレビシリーズ最終話「終わらない物語」にて、魔宝石の世界の怪人として登場。
『仮面ライダージオウ』
テレビシリーズEP47にて、レイドラグーンや他のミラーモンスターと共に登場。

## キャスト
- 仮面ライダー龍騎 / 仮面ライダーリュウガ / 城戸真司 - 須賀貴匡
- 仮面ライダーナイト / 秋山蓮 - 松田悟志
- 神崎優衣 - 杉山彩乃
- 仮面ライダーファム / 霧島美穂 - 加藤夏希
- 仮面ライダー王蛇 / 浅倉威 - 萩野崇
- 仮面ライダーゾルダ / 北岡秀一 - 涼平
- 神崎士郎 - 菊地謙三郎
- 由良吾郎 - 弓削智久
- 桃井令子 - 久遠さやか
- 島田奈々子 - 栗原瞳
- 神崎沙奈子 - 角替和枝
- 大久保大介 - 津田寛治
- レストランの客 - 野村祐人[注釈 12][注釈 13]
- 霧島美穂の姉 - 英玲奈[注釈 13]
- 椎名令恵
- 小関美穂
- 小松大記
- 平野勇樹
- 塚田若乃
- 久松信美
- 青木稔
- 清水未土里
- 松岡信行
- 鈴木葵
- 松利光
- 押川善文

### 声の出演
- シアゴースト / レイドラグーン - 柴本浩行、宗矢樹頼、千田義正、塩野勝美

### 友情出演
クレジットでは役名未表記。
- 水岡和郎[40] - 沢向要士[注釈 14]
- 詐欺に使われた家の夫婦[41] - 蛭子能収
- タクシーの運転手[42] - ベンガル
- タイ料理屋の店員[43] - 賀集利樹
- お好み焼き屋の客[44] - 要潤
- チーマー風の男[45] - 友井雄亮
- 遊園地の案内人[46] - 秋山莉奈
- お好み焼き屋の客[44] - 藤田瞳子、山崎潤
- お好み焼き屋の店員[47] - 柴田明良

### スーツアクター
- 仮面ライダー龍騎[2][48]、仮面ライダーリュウガ[49] - 高岩成二
- 仮面ライダーナイト[2][50]、シアゴースト[51] - 伊藤慎
- 仮面ライダーゾルダ[2][52] - 押川善文
- 仮面ライダー王蛇[2][53]、仮面ライダーリュウガ[2][53] - 岡元次郎
- 仮面ライダーファム（アクション・ヒールなし）[54] - 橋本恵子[2][50]
- 仮面ライダーファム（アップ・ヒールあり） [55] - 清水真子[2][50]
- 矢部敬三
- 仮面ライダー龍騎[56] - 永瀬尚希
- シアゴースト[56] - 水谷健
- シアゴースト[56] - 大西修
- シアゴースト[57] - 小倉敏博
- シアゴースト[56] - 藤榮史哉
- 山本貴浩
- シアゴースト[56] - 中島俊介
- 金子佳代
- 鈴木信二
- 坂手透浩
- 今吉渉
- 三住敦洋
- 益田康弘

## スタッフ
- 原作 - 石ノ森章太郎
- 脚本 - 井上敏樹
- 製作 - 福湯通夫（東映）、泊懋（東映アニメーション）、早河洋（テレビ朝日）
- 企画 - 鈴木武幸（東映）、木村純一（テレビ朝日）、石井徹（東映ビデオ）、東聡（バンダイ）、河内進（アサツー ディ・ケイ）、福中脩（東映エージエンシー）
- 音楽 - 丸山和範、渡部チェル
- 撮影 - 松村文雄
- 照明 - 斗沢秀
- 美術 - 大嶋修一
- 監督補 - 鈴村展弘
- キャラクターデザイン - 早瀬マサト（石森プロ）、野中剛・鈴木和也・竹内一恵・小林大祐（PLEX）
- クリーチャーデザイン - 篠原保
- 編集 - 長田直樹
- 特撮監督 - 佛田洋
- VFXスーパーバイザー - 高橋政千
- 制作協力 - 東映テレビプロダクション
- スーパーバイザー - 小野寺章（石森プロ）
- アクション監督 - 宮崎剛、金田治（ジャパン アクション クラブ）
- プロデュース - 白倉伸一郎、武部直美、中曽根千治（テレビ朝日）
- 仮面ライダー龍騎製作委員会（東映、東映アニメーション、テレビ朝日、東映ビデオ、アサツー ディ・ケイ、東映エージエンシー、バンダイ）
- 監督 - 田﨑竜太
- 配給 - 東映[注釈 1]

## 主題歌
「Alive A life -Advent Mix-」
作詞 - 海老根祐子 / 作曲 - 和田耕平 / 編曲 - 安藤高弘 / 歌 - 松本梨香

## オリジナル・サウンドトラック
テレビシリーズと同じく渡部チェルと丸山和範による作・編曲。劇場版BGMとEDテーマに加え、テレビシリーズ用の主要BGMで構成されている。映画公開より18日前に発売された。

## 映像ソフト化
- 劇場版 仮面ライダー龍騎 EPISODE FINAL メイキング（DVD1枚組、2002年8月2日発売）
  - 撮影風景のドキュメンタリー、スタッフやキャストのインタビューを収録。
- 劇場版 仮面ライダー龍騎 EPISODE FINAL 通常版（DVD1枚組、2003年1月21日発売）
  - 本編：劇場公開版本編を収録
  - 映像特典
    - 製作発表
    - 初日舞台挨拶
    - 劇場予告
    - TVスポット
    - データファイル
    - アドベントカード

  - 初回限定特典
    - 特製トレーディングカード（3枚）
- 劇場版 仮面ライダー龍騎 EPISODE FINAL Blu-ray（1枚組、2009年5月21日発売）
  - 本編：劇場公開版本編を収録
  - 映像特典
    - 劇場予告
- 劇場版 仮面ライダー龍騎 EPISODE FINAL ディレクターズカット版（DVD2枚組、2003年5月21日発売）
  - ディスク1：本編DVD（未公開エピソードやバトルシーン約20分の追加・再編集を施した本編を収録）
    - 音声特典
      - オーディオコメンタリー（監督：田﨑竜太）

  - ディスク2：特典DVD
    - 仮面ライダー龍騎 EPISODE FINAL MAKING 補完版
    - 仮面ライダー龍騎 EPISODE FINAL SFXワールド
    - 2002.8.8 完成披露試写会
    - 2002.8.16 前夜祭
    - 予告PR集
    - フォトギャラリー

  - 初回限定特典
    - 「チェスピースコレクションDX・仮面ライダー龍騎13人ライダーセット」応募券
- 仮面ライダー龍騎 THE MOVIE コンプリートBlu-ray（2枚組、2019年9月11日発売）
  - ディスク1：『劇場版 仮面ライダー龍騎 EPISODE FINAL』劇場公開版Blu-ray
    - 映像特典
      - 劇場予告

  - ディスク2：『劇場版 仮面ライダー龍騎 EPISODE FINAL』ディレクターズカット版Blu-ray
    - 音声特典
      - オーディオ・コメンタリー（監督：田﨑竜太 / DVD版と共通）

    - 映像特典
      - 仮面ライダー龍騎 EPISODE FINAL メイキング
      - 仮面ライダー龍騎 EPISODE FINAL メイキング DC補完版
      - 仮面ライダー龍騎 EPISODE FINAL SFXワールド
      - 2002.6.19 製作発表
      - 2002.8.8 完成披露試写会
      - 2002.8.16 前夜祭
      - 2002.8.17 公開初日舞台挨拶
      - 予告PR集

  - 封入特典
    - ブックレット（8P）
- 劇場版 仮面ライダー龍騎 EPISODE FINAL ディレクターズカット版（Blu-ray1枚組、2023年3月8日発売）
  - 音声特典
    - オーディオ・コメンタリー（監督：田﨑竜太 / DVD版と共通）

  - 映像特典
    - 仮面ライダー龍騎 EPISODE FINAL メイキング
    - 仮面ライダー龍騎 EPISODE FINAL メイキング DC補完版
    - 仮面ライダー龍騎 EPISODE FINAL SFXワールド
    - 2002.6.19 製作発表
    - 2002.8.8 完成披露試写会
    - 2002.8.16 前夜祭
    - 2002.8.17 公開初日舞台挨拶
    - 予告PR集

## 他媒体展開

### テレビシリーズ
『仮面ライダー龍騎』
本作品のテレビシリーズ。物語終盤にて、本作品オリジナルの怪人が登場。
『仮面ライダーディケイド』
レイドラグーンや、仮面ライダーファムと仮面ライダーリュウガが登場。
『仮面ライダーウィザード』
第52・53話にシアゴーストとハイドラグーンが登場。
『仮面ライダージオウ』
EP21・EP22に鏡像の城戸真司が登場。他にEP21に本作品の映像も一部使用されている。EP47からLAST（最終回）にドラグブラッカーが登場。

### 他映画
『劇場版 仮面ライダーディケイド オールライダー対大ショッカー』（2009年8月8日公開）
『仮面ライダーディケイド』の映画作品。本作品オリジナルの怪人が登場。
『仮面ライダー×仮面ライダー×仮面ライダー THE MOVIE 超・電王トリロジー EPISODE YELLOW お宝DEエンド・パイレーツ』（2010年6月19日公開）
『仮面ライダー電王』と『仮面ライダーディケイド』の映画作品。仮面ライダーリュウガが登場。
『オーズ・電王・オールライダー レッツゴー仮面ライダー』（2011年4月1日公開）
『仮面ライダーオーズ/OOO』と『仮面ライダー電王』をメインとしたクロスオーバー作品。仮面ライダーファムと仮面ライダーリュウガが登場。

### Webドラマ
『仮面ライダージオウ スピンオフ PART2『RIDER TIME 仮面ライダー龍騎』』
『仮面ライダージオウ』のスピンオフ作品。鏡像の城戸真司 / 仮面ライダーリュウガとドラグブラッカーが登場。

### 小説
『S.I.C. HERO SAGA』
著：早瀬マサト。
『MASKED RIDER RYUKI EDITION -アドベント・カレンダー-』
『MASKED RIDER RYUKI EDITION -IFの世界-』
『小説 仮面ライダー龍騎』